# Caitlin McClatchey
Caitlin McClatchey (Brixworth, 28 novembre 1985) è un'ex nuotatrice britannica.
Specializzata nello stile libero ha partecipato alle Olimpiadi di Atene 2004, gareggiando nella staffetta 4x200 m sl.

## Palmarès
- Mondiali

Montreal 2005: bronzo nei 400m sl.
Roma 2009: bronzo nella 4x200m sl.
- Mondiali in vasca corta

Manchester 2008: argento nella 4x200m sl, bronzo nei 200m sl e nella 4x100m sl.
- Europei

Budapest 2006: bronzo nei 400m sl.
Eindhoven 2008: argento nella 4x200m sl.
- Giochi del Commonwealth

Melbourne 2006: oro nei 200m sl e nei 400m sl.
- Universiadi

Kazan 2013: bronzo nei 200m sl e nei 400m sl.